# Hyrrokkin (księżyc)
Hyrrokkin (Saturn XLIV) – księżyc Saturna odkryty w połowie grudnia 2004 roku przez D. Jewitta, S. Shepparda i J. Kleynę.
Jest jednym z kilkunastu satelitów Saturna odkrytych w 2004 roku, po 23 latach od przelotu sondy Voyager 2 przez system tej planety. Należy do tzw. grupy nordyckiej nieregularnych satelitów Saturna, poruszających się ruchem wstecznym po wydłużonych orbitach.
Nazwa księżyca pochodzi z mitologii nordyckiej. W 2007 roku otrzymał początkowo nazwę Hyrokkin, która została następnie poprawiona na Hyrrokkin. Hyrrokkin to imię gigantki, która pomogła bogom zepchnąć na wodę statek pogrzebowy Baldura.